# Дом бакинских ханов
Дом бакинских ханов (азерб. Bakı xanlarının evi) или Дворец бакинских ханов (азерб. Bakı Xanlarının sarayı) — архитектурный комплекс в историческом центре города Баку — Ичери-шехере, слева от Шемахинских ворот. В состав комплекса входит пять замкнутых дворов.

## История
В 1806 году после того как Бакинское ханство было присоединено к России в зданиях комплекса был расположен российский военный гарнизон. До недавнего времени здесь располагалась военная комендатура. В одном из дворов комплекса некогда имелся фруктовый сад с бассейном в центре. Этот сад является единственным примером наличия крупного зелёного массива в средневековом Баку. Он известен из сохранившихся документов. До наших дней сохранился портал и отреставрированная маленькая мечеть. У крепостных стен города на территории комплекса расположена подземная баня.

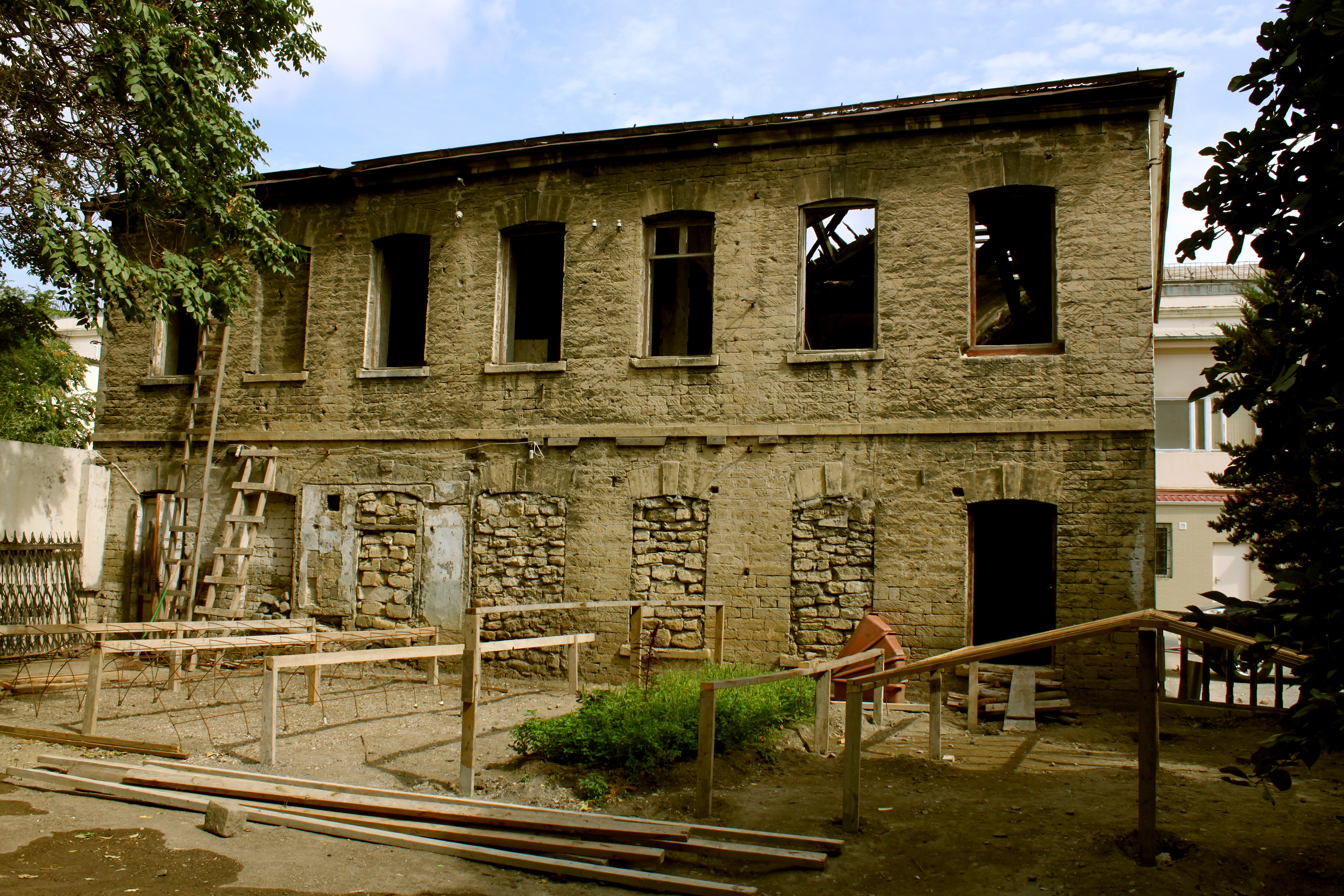
Состояние дворца бакинских ханов до реставрации

В 1980-х годах встал вопрос о восстановлении комплекса. В 1985—1986 годах на части территории Дома бакинских ханов провели археологические раскопки, в ходе которых удалось обнаружить водопровод и подземные архитектурные строения, а также большое количество образцов материальной культуры. В ходе же реставрации, проводимой организацией «Барпачи» была до основания разрушена правая часть комплекса.
В 2008 году, по словам заместителя Общества охраны памятников истории и культуры Азербайджана Вагифа Асадова, уже был готов проект восстановления Дома бакинских ханов, который находился в организации «Azerbarpalahija».
В 2018-2020 гг. на территории комплекса проводились работы по реставрации и консервации. К концу 2020 года запланировано открытие здесь музея.